# الفتاكون 60

ستيف و حرباء

الفتاكون 60 برنامج يزور يقدمه ستيف باكشال ستّ قارات مختلفة، ويتنقّل بين الصحاري والمستنقعات والجبال والبحار والأشجار ففي سعيه لاكتشاف 60 نوعاً من الحيوانات الفريدة وغير المألوفة. حيث يلتقي وجها لوجه بمجموعة كبيرة من الحيوانات ذات الأشكال والأنواع والأحجام المختلفة مثل فرس النهر، وسمك الحبار، والتماسيح، وأسماك القرش.

## الأصوات العربية
- حسان حمدان - ستيف باكشال
- خالد السيد
- ناجي شامل
- إيمان البيطار
- طه العبد
- حسني بدر الدين
- سعد حمدان
- يارا أبو الحسن
- شادي شمص

## وصلات خارجية
الموقع الرسمي على تلفزيون ج